# Cornelius van Zierikzee
Cornelius van Zierikzee, nizozemski rimskokatoliški duhovnik, frančiškan in misijonar, * 1405, Zierikzee, † 1462.
Najbolj je znan po misijonarskem delu na Škotskem.
1. 1 2  Catholic Encyclopedia — 1995.